# قانون كولوم

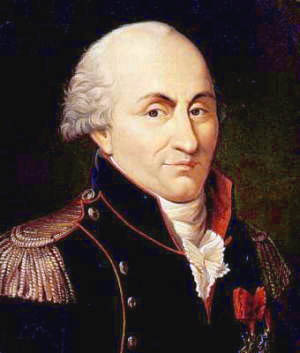
صورة للعالم شارل كولوم صاحب القانون الذي عرف باسمه

القيمة المطلقة للقوة F بين شحنتين نقطتيتين q و Q ترتبط بالمسافة بينهما بالإضافة إلى حاصل ضرب شحنتيهما، الرسم التوضيحي يبين شحنات تتنافر مع بعضها البعض وأخرى تتجاذب مع بعضها البعض.

قانون كولوم، أو قانون التربيع العكسي لكولوم هو قانون تجريبي يصف التفاعل الكهربائي الساكن بين الجسيمات المشحونة كهربياً، وقد نشر عام 1785 من قبل الفيزيائي الفرنسي شارل أوجستين دي كولوم وكان أساساً في تطوير النظرية الكهرطيسية، هو يعتبر مماثل لقانون التربيع العكسي لإسحاق نيوتن الذي يصف الجاذبية الكونية، كما يمكن استخدام قانون كولوم لاشتقاق قانون جاوس والعكس صحيح، وقد جرى اختبار القانون باستفاضة، ولقد أيدت جميع الملاحظات مبدأه.

## نص قانون كولوم
«قوة التجاذب أو التنافر بين شحنتين في الفراغ تتناسب طردياً مع القيمة المطلقة لحاصل ضرب شحنتيهما، وعكسيًّا مع مربع المسافة بينهما».

## الصيغة الرياضية
{\displaystyle {\vec {F}}_{12}=k\cdot {\frac {q_{1}\cdot q_{2}}{r_{12}^{2}}}{\frac {{\hat {\vec {r}}}_{12}}{r_{12}}}}
حيث أن:
- {\displaystyle {\vec {F}}_{12}}: هي القوة المتبادلة بين الشحنتين بوحدة نيوتن.
- {\displaystyle q_{1}}: قيمة الشحنة الأولى بوحدة كولوم.
- {\displaystyle q_{2}}: قيمة الشحنة الثانية بوحدة كولوم.
- {\displaystyle {\hat {\vec {r}}}_{12}}: متجه الوحدة وقيمته تساوي واحد واتجاهه من الشحنة الأولى إلى الشحنة الثانية.
- {\displaystyle {r_{12}^{2}}}: مربع المسافة بين الشحنتين بوحدة متر تربيع.

## شكل عددى للقانون

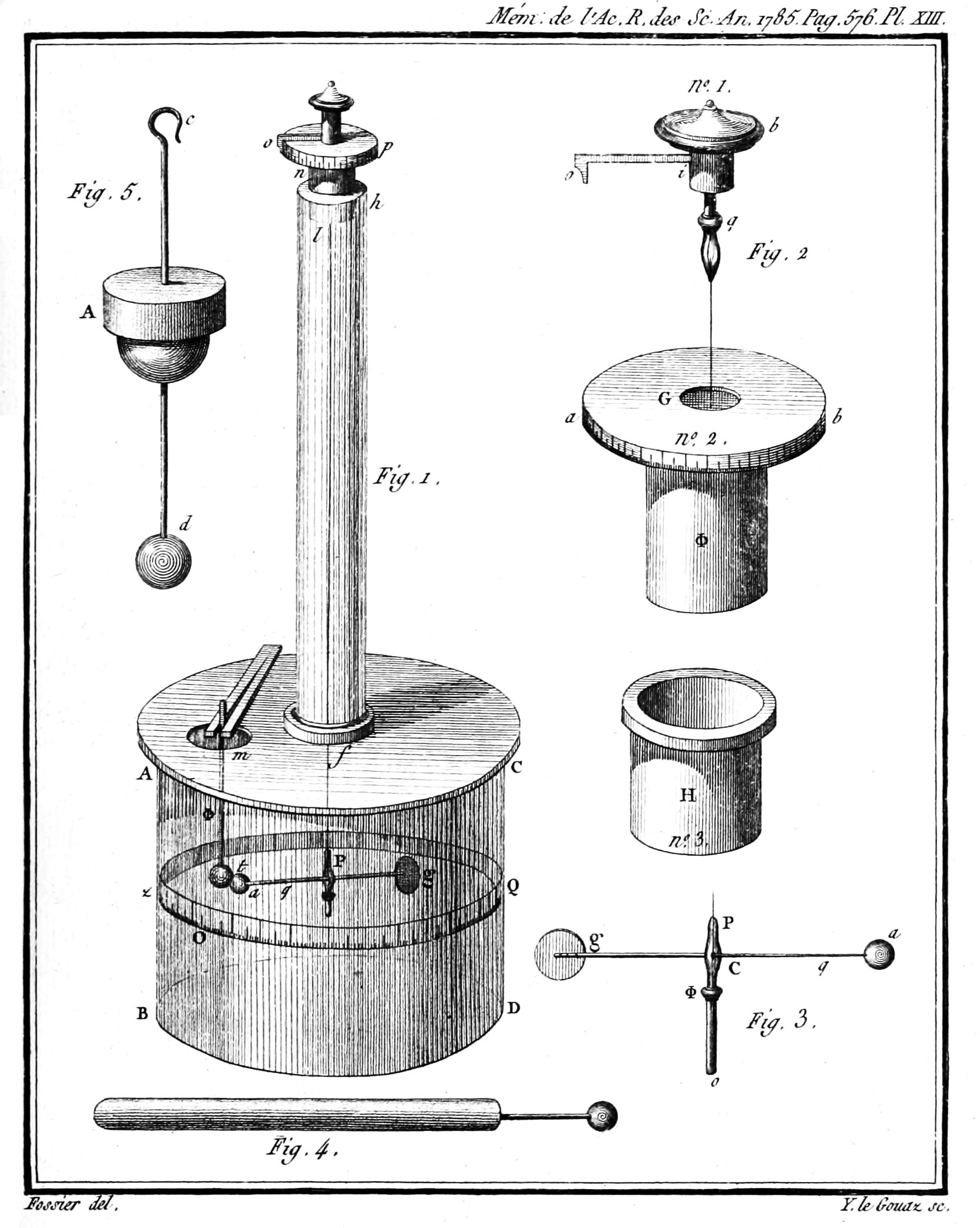
رسم التوازن الالتواء